# David Sharp
David Sharp (Towcester, 15 ottobre 1840 – Brockenhurst, 27 agosto 1922) è stato un medico ed entomologo inglese che lavorò principalmente sui Coleoptera.

## Biografia
David Sharp era l'unico figlio maschio del conciatore William Sharp e di sua moglie Sarah Pepler. Trascorse la sua infanzia a Stony Stratford.
Nel 1851, i suoi genitori lo fecero trasferire a Londra affinché potesse essere educato.
Dopo aver frequentato una o due scuole preparatorie, nel 1853 entrò nella scuola della Fondazione San Giovanni, che all'epoca si trovava a Kilburn. 
Diciassettenne, iniziò ad aiutare suo padre, un commerciante di cuoio, e più o meno contemporaneamente iniziò a collezionare coleotteri; i suoi luoghi preferiti per la ricerca erano Ken Wood e Hammersmith Marshes, come pure le spiagge sabbiose attorno a Deal e a Dover. 
Poiché fu evidente che provava un grande disgusto per la vita degli affari, si decise che dovesse divenire un medico.
Di conseguenza, dopo aver studiato per due anni presso il St. Bartholomew's Hospital, frequentò presso l'Università di Edimburgo, dove conseguì il titolo di Bachelor of Medicine nel 1866. 
Dopo la laurea, per un anno o due assistette a Londra un amico con la sua esperienza. 
Dapprincipio, aveva qualche idea di cercare un incarico che avesse a che fare con l'entomologia presso il British Museum, ma poi abbandonò l'idea.
Circa dieci anni dopo, giunse a fare domanda per il posto di Curatore del Museo Industriale della Città di Glasgow, con la raccomandazione tra gli altri di H.W. Bates e Frederick Smith. 
Terminata la sua breve permanenza a Londra, gli fu offerto un posto come ufficiale medico presso il Crichton Asylum a Dumfries; questo lo condusse a prendersi carico di un caso a Thornhill, nel circondario di Dumfries, dove si unì alla Dumfriesshire and Galloway Scientific, Natural History, and Antiquarian Society a seguito della sua rifondazione avvenuta nel 1876.
Questo impegno gli diede il tempo libero che desiderava per poter proseguire gli studi cui teneva tanto e fu durante questo periodo che pubblicò alcuni dei suoi primi articoli.
Qui avvenne anche il suo matrimonio.
Alla morte del suo paziente, avvenuta verso il 1882, ritornò in Inghilterra, andando a risiedere a Southampton, ma, ritenendola troppo lontana da Londra, dopo circa due anni si trasferì a Dartford. 
Nel 1885 fu invitato a trasferirsi a Cambridge come Curatore del Museo dell'Università. Lì trascorse i seguenti 19 anni della sua vita, fino a quando, nel 1909, si ritirò a Brockenhurst, dove aveva costruito una residenza, Lawnside, proprio sul limitare della New Forest, di fronte all'estesa brughiera di Black Knowl. Qui risiedette fino alla sua morte avvenuta il 27 agosto 1922.

## Attività scientifica e incarichi
Nel 1862, Sharp divenne membro della Entomological Society of London, della quale fu Presidente nel 1887 e nel 1888; al termine del primo anno dedicò il saluto presidenziale alle collezioni entomologiche, mentre quello del secondo anno fu dedicato ai sensi degli insetti, con particolare riferimento alla vista.
Tra il 1889 e il 1903, fu più volte Vicepresidente e fu membro del Consiglio dal 1893 al 1895 e dal 1902 al 1904.
Mentre risiedeva a Londra fu Segretario della Società nel 1867.
Nel 1886 divenne membro della Zoological Society, della quale fu membro del Consiglio dal 1901 al 1905.
Fu anche membro della Linnean Society dal 1888.
Inoltre, fu collegato per adesione o corrispondenza alle principali società entomologiche di tutto il mondo.
Nel 1890, ricevette anche l'onore di essere eletto membro della Royal Society e, nell'anno successivo, l'Università di Cambridge gli conferì il Master of Arts, honoris causa. 
David Sharp pubblicò un gran numero di articoli e di opere maggiori.
Essendo in relazione con le riviste Entomologist's Monthly Magazine e Entomologist, per gli editoriali o per la capacità di valutazione, molti dei suoi articoli più brevi compaiono su queste riviste. Altri articoli compaiono su riviste simili.
Altri articoli, come anche alcune delle suo opere più pretenziose, si trovano nelle transaction di società con le quali era in rapporto.
Probabilmente, il suo primo contributo alla letteratura entomologica fu un articolo sulle specie britanniche di Agathidium (Coleoptera) letto dinanzi alla Entomological Society of London il 6 novembre 1865.
In un rapporto si riportò che nell'Ateneo, nei giorni 1, 8 e 15 dicembre 1866, avvenne un'interessante discussione sull'eredità e sulla parentela tra Sharp e Wallace, sorta in relazione all'introduzione fatta da Westwood sulla "mimica" alla Entomological Society of London nel novembre 1866; il rapporto fornisce le opinioni di Sharp su questo soggetto nel periodo in esame.
A Revision of the British Species of Homalota (Coleoptera) fu pubblicato dalla Entomological Society of London poco dopo il conseguimento della sua laurea ad Edimburgo.
Nel novembre 1873 apparve un articolo in spagnolo — Especies nuevas de Coleópteros di Don David Sharp.
Questo articolo si riferisce agli insetti raccolti dal suo amico George Robert Crotch, al cui necrologio Sharp contribuì nel volume XI dell'Entomological Monthly Magazine.
The Object and Method of Zoological Nomenclature apparve nel novembre 1873. Si tratta di un articolo di grande importanza e bene meditato su un soggetto di grande discussione, il cui argomento è forse riassumibile nell'epitaffio che appare sulla copertina "Nomina si nescis, perit et cognitio rerum" ("se non ne conosci i nomi, perisce anche la conoscenza delle cose").
Un breve articolo sui Coleoptera of the Scotch Fir apparve sul Scottish Naturalist all'incirca nello stesso periodo.
The Dascillidae of New Zealand fu pubblicato negli Annals and Magazine of Natural History nel luglio 1878.
E, contemporaneamente, il lavoro sui coleotteri acquatici era stato selezionato per la pubblicazione dalla Royal Society di Dublino.
Il Catalogue of the British Coleoptera di Sharp e Fowler apparve nel 1893, The Rhynchophorous Coleoptera of Japan nel 1896, gli articoli Insecta e Termites nell'Encyclopædia Britannica nel 1902 e, su Entomologist nel 1909, un articolo sugli Orders of Insects, un soggetto al quale Sharp era molto interessato.
La Distribution of Plants and Animals on the Globe (un articolo letto di fronte alla Dumfries Nat. Hist. Society nel 1883), Stridulation in Ants (1893), Account of the Phasmidae (1898) e Grouse-fly (1907) non riguardano il suo ordine preferito, i Coleoptera; inoltre, A Scheme for a National System of Rest-Funds (or Pensions) for Working People (1892) dimostra che, quando voleva, Sharp poteva allontanarsi dall'Entomologia.
Vi sono poi le ampie pubblicazioni, che contraddistinguono la produzione di Sharp.
I testi sui Coleoptera delle Hawaii furono pubblicati dalla Entom. Soc. of London negli anni 1878, 1879 e 1880. A questi seguirono nel 1899 e nel 1908 i Fauna Hawaiiensis pubblicati dalla Royal Society. Di importanza anche maggiore è l'opera Beetles of Central America, preparata principalmente con materiale raccolto da Godman e Salvin, che fu pubblicata nel 1894 e negli anni seguenti all'interno dell'opera monumentale nota con il nome "Fauna Centrali-Americana".
Nel 1895 apparve il primo volume di Insecta nella Cambridge Natural History, cui seguì il secondo volume nel 1899. Essi ebbero una notevole influenza sull'avanzamento dell'Entomologia e sulla conoscenza degli insetti come esseri viventi.
Le vendite di questi volumi furono enormi, tanto da impedire la pubblicazione di una nuova edizione, che l'autore intendeva effettuare.
In particolare, Sharp intendeva emendare la classificazione degli insetti all'interno dei Natural Orders, sui quali espresse le sue opinioni nell'articolo già citato comparso su Entomologist.
Nel 1910 Insecta fu tradotto in russo. 
Nel 1912 la Entom. Soc. of London, con l'assistenza della Royal Society, pubblicò come Parte III delle Transactions The Comparative Anatomy of the Male Genital Tube in Coleoptera di Sharp e Muir, un trattato esauriente di 166 pagine e 37 tavole illustrate. Furono esaminate tutte le famiglie e si riportavano in dettaglio i risultati delle molteplici dissezioni eseguite.
Questo lavoro è di primaria importanza.
L'opera per la quale probabilmente spetta a Sharp maggiore riconoscimento è comunque il volume annuale del Zoological Record, pubblicato dalla Zoological Society.
Questo volume elenca le pubblicazioni dell'anno in tutti i rami della Zoologia, britanniche e straniere, classificate per autore e soggetto.
Sharp fu curatore dell'intera opera e anche responsabile per la sezione insetti.
La cura di tale opera richiedeva una mole enorme di lavoro, con una quantità immane di dettagli da vagliare, richiedendo attenzione e conoscenza per prevenire errori.
Sharp intraprese questo lavoro, che era in parte una questione di amore per la Zoologia, nel 1892 e la trattazione metodica da lui compiuta della pubblicazione la migliorò sotto ogni aspetto.
Proseguì in questo lavoro fino all'anno della sua morte, completando anche la lettura delle prove finali delle registrazioni per il 1920 nel corso della sua ultima malattia.
Da ragazzo — all'incirca diciassettenne o diciottenne — Sharp si recò con suo padre in Svizzera e il viaggio lo rallegrò notevolmente.
Negli anni seguenti più di una volta stette in Francia con Oberthur in France.
La perdita del suo amico G.R. Crotch, bibliotecario dell'Università di Cambridge, fu per lui molto dolorosa.
Avevano collaborato in maniera molto stretta nel lavoro entomologico e avevano effettuato insieme molte escursioni (alla New Forest, a Rannoch e in Spagna). Sharp parlava spesso delle condizioni primitive negli anni dedicati alla ricerca nella New Forest e in Scozia e raccontava storie divertenti delle difficoltà che dovettero affrontare alla ricerca di cibo e alloggio.
Con un altro amico, Bishop, visitò la Foresta di Sherwood e l'ultima lettera da lui scritta durante la sua malattia era indirizzata a questo amico, che morì il 26 agosto 1922 (il giorno prima di Sharp). 
Sharp conobbe la maggior parte dei naturalisti britannici dell'epoca — Huxley, Bates, Wallace, Buchanan White, ecc.; fu un grande amico di Spencer e, nel 1904, scrisse un articolo su Zoologist, intitolato The Place of Herbert Spencer in Biology, facendo particolare riferimento a lui in relazione agli insegnamenti di Charles Darwin. 
A Brockenhurst, Sharp lavorò assiduamente con una delle sue figlie (divenuta poi Mrs. Muir) nel laboratorio di Entomologia, delucidando la storia della vita o l'anatomia di un numero elevatissimo di insetti, principalmente Coleoptera, o aggiungendo alla sua collezione di estremo valore di Coleoptera britannici, che poi passò alla figlia Mrs. Muir. 
Comunque, il suo interesse sembrava minore quando lavorava da solo, specialmente durante l'ultimo o gli ultimi due anni della sua vita.
Fino alla fine, la Natura, sia che si manifestasse nel lato animale o vegetale, lo attrasse e fino a pochi mesi prima della sua morte, poteva essere riconosciuto dal suo rapido passo, dal portamento leggermente curvo e dalla lunga barba bianca, mentre faceva la sua quasi quotidiana passeggiata nella Foresta che amava tanto.
L'estesa collezione di Sharp, che include parecchie migliaia di esemplari tipo, è ospitata presso il Natural History Museum di Londra.

## Opere principali
- 1869 A revision of the British species of Homalota. Transactions of the Entomological Society of London, 1869(2-3), 91-272. (PDF disponibile online (25.6 Mb)[collegamento interrotto])
- 1874 The Staphylinidae of Japan. Transactions of the Entomological Society of London 1874: 1–103. Si veda anche nell'anno 1888.
- 1876 Contributions to an insect fauna of the Amazon Valley Transactions of the Entomological Society of London 1876: 27-424.
- 1880-1882 Monograph On Aquatic Carnivorous Coleoptera or Dytiscidae Scientific Transactions of the Royal Dublin Society 2: 1-800.
- 1882- 1886 (1882–1886) Staphylinidae. pp. 145–824. In: 1882-1887. Biologia Centrali-Americana. Insecta. Coleoptera. 1(2). London: Taylor & Francis, xvi+824 pp., 19 tavole.
- 1887 Pselaphidae. pp. 1–46. In: 1887-1905. Biologia Centrali-Americana. Insecta. Coleoptera. 2(1). London: Taylor & Francis, xii+717 pp., 19 tavole.
- 1888 The Staphylinidae of Japan. The Annals and Magazine of Natural History, (6)2, 277–477. 1876
- 1891 Synteliidae. In: Biologia centrali- americana. Coleoptera,  Insecta. Coleoptera. 2(1). London: Taylor & Francis. 438-440. (Biologia centrali- americana è disponibile nella versione digitale di Biologia Centrali-Americana)
- 1896 - 1913 Con Robert Cyril Layton Perkins e Alfred Newton: Fauna Hawaiiensis.
- 1912 con Frederick Arthur Godfrey Muir. The comparative anatomy of the male genital tube in Coleoptera. Transactions of the Entomological Society of London. III: 477-462, 36pls. p. 523, pl. 60, figs. 107-109, male genitalia.

Sharp contribuì anche a due Cataloghi dei Coleoptera britannici (insieme con Oliver Erichson Janson, nel 1871, e con William Weekes Fowler, nel 1893).